# Bleiberger Erzberg
Der Erzberg in Bad Bleiberg ist ein Berg in der Nähe der Kärntner Stadt Villach. Er befindet sich nordwestlich vom Dobratsch und auf der Sonnenseite des Bleiberger Hochtales und erstreckt sich über eine Länge von etwa 10 Kilometern von Bleiberg-Kreuth und dem Kobesnock im Westen bis Kadutschen und dem Spitzeck im Osten.
Zumindest seit dem 14. Jahrhundert wurden am Bleiberger Erzberg hauptsächlich Blei und Zink abgebaut.
Der Bergbau am Bleiberger Erzberg wurde zuletzt von der Bleiberger Bergwerks Union (BBU) betrieben.

## Geologie
Der Bleiberger Erzberg gehört zu den Gailtaler Alpen.

## Geschichte
Die Lagerstätte befindet sich in den östlichen Ausläufern der Gailtaler Alpen in Kärnten. Die Hauptelemente der Lagerstätte sind Zink und Blei, die die Erzkörper als Zinkblende und Bleiglanz aufbauen. Die erste urkundliche Erwähnung Bleibergs als Abbaugebiet von Bleierzen stammt aus dem Jahr 1333. Der Bleiberger Bergbau hatte allerdings anfangs nur eine geringe Bedeutung. Der Bergbau wurde „übertragen“, d. h. die Besitzer bearbeiteten die Gruben nicht in Eigenregie, sondern überließen sie pfandweise verschiedenen Adeligen und Bürgern. Der Bamberger Bischof als Besitzer bezog lediglich die „Fron“, die Mitte des 15. Jahrhunderts 20 Zentner betrug. Die Fron war der zehnte Teil des abgebauten Erzes. Sie wurde vom Bergrichter eingehoben und das Burgamt verwaltete oder verlieh sie. Die älteste Bergordnung für Bleiberg wurde von 1487 bis 1495 gegeben und regelte den Abbau der Erze, deren Förderung und Sortierung, die Entlohnung und Arbeitszeit der Knappen etc. In der Blütezeit waren in diesem Bergwerk 500 bis 600 Knappen beschäftigt.
Das reine Bleiberger Blei war für die Steigerung der Ausbeute in anderswo gelegenen Silberbergwerken begehrt. Der Anteil der Fugger am Bleiberger Bergbau, der ins 15. Jahrhundert zurückreicht, war lange bekannt. 1665 verkauften die Fugger ihre ganzen Anteile am Bleiberger Bergbau. Um 1670 erscheint der Bleihändler Mittermayer im Besitze eines Handelsmonopols für dieses Montanerzeugnis.

## Stollen
Der Abbau der Erze erfolgte in Stollen, überwiegend in Handarbeit als Schremmstollen, später mit Schlagbohrhämmern, Sprengungen und Maschinen. Es gab an die 1200 Stollen und Schächte mit einer ungefähren Gesamtlänge von etwa 1300 km. Die zahlreichen Stollen und Schächte gehören zu folgenden Gruben (von Westen nach Osten): Grube Max, Grube Antoni, Grube Rudolf, Grube Stefanie und Grube Franz-Josef.
Viele Stollenmundlöcher und darunterliegende Schutthalden kann man heute noch sehen.
Namen einzelner Stollen (mit Angabe der Höhenmeter):
- Antoni-Stollen (950) und Antoni-Schacht
- Barbara-Stollen
- Böhmerin-Stollen
- Franz-Josef-Stollen (980)
- Franzisci-Stollen (950)
- Friedrich-Stollen (900)
- Georgi-Stollen
- Jakobi-Stollen
- Leopold-Erbstollen
- Maria-Empfängnis-Stollen
- Maria-Hilf-Stollen
- Maria-Himmelfahrt-Stollen und Rudolf-Schacht (930)
- Markus-Stollen (1020), Länge 460 m, mit Schlägel und Eisen von Hand geschlagen
- Matthäus-Stollen
- Max-Stollen
- Parzach-Stollen
- Regina-Stollen
- Stefanie-Stollen (920)
- Thomas-Stollen (910)

## Stollenwanderweg
Der Stollenwanderweg wurde vom Bergmännischen Kulturverein errichtet und ist ein Rundwanderweg von etwa 5 km. Er führt am Bleiberger Erzberg entlang, vorbei an alten engen Schrämstollen oder großen Streckenquerschnitten aus dem 20. Jahrhundert. Im Wegverlauf kann man sich über verschiedene Themen wie Mineralien, Geschichte des Bergbaus, Thermalwasser und Heilklimastollen informieren. Im Ramser Pulverturm wurde ein kleines Museum eingerichtet, das die Geschichte der Sprengtechnik und die Entwicklung im Tal dargestellt. Auch kann eine historische Bergmannsbehausung, die Kladnig-Keusche, besichtigt werden. Die Wanderung von 2 bis 3 Stunden ermöglicht vielfältigen Einblick in die Bergbautradition im Bleiberger Hochtal.